# Guilers
 Guilers  (en bretón Gwiler-Leon) es una población y comuna francesa, situada en la región de Bretaña, departamento de Finisterre, en el distrito de Brest y cantón de Brest-Cavale-Blanche-Bohars-Guilers.

## Demografía
| 1846 | 1879 | 4678 | 6686 | 6785 | 6956 |
| Para los censos de 1962 a 1999 la población legal corresponde a la población sin duplicidades (Fuente: INSEE [Consultar]) |      |      |      |      |      |